# 양산 법기리 요지
양산 법기리 요지(梁山 法基里 窯址)는 대한민국 경상남도 양산시 동면에 있는 조선시대의 도자기 가마터이다. 1963년 1월 21일 대한민국의 사적 제100호 양산법기리도요지로 지정되었다가, 2011년 현재의 명칭으로 변경되었다.

## 개요
오래 전부터 근처에 있는 창기마을의 이름을 붙인 ‘창기사발’을 만들던 가마터로 알려진 곳이며, 조선 중기인 16∼17세기경 지방에서 사용하던 백자를 만들던 곳이기도 하다. 마을 뒷산의 기슭에서 산 윗부분까지 가마터가 여러 곳이 남아있는데, 사적으로 지정된 이 곳은 사람들이 생활하는 집과 무덤들이 들어서면서 많이 훼손된 상태이다.
발견되는 그릇 조각들을 보면 마을 근처에 있는 가마터는 대체적으로 17세기의 것이고, 산 쪽에 있는 가마터는 대부분 16세기경의 것이다. 아마도 산 윗쪽에 가마를 먼저 만들기 시작하고, 이후에 점차 아래로 내려온 것으로 추측할 수 있다. 도자기의 형태는 대부분이 사발·대접·접시로, 만들어진 모양새가 거칠고 투박하여 좋은 질의 백자들은 아니었던 듯하다.
발견되는 백자들 가운데 굽의 형태나 백자의 질이 일반적인 다른 백자들과는 다른 종류가 보이는데, 이것은 일본의 주문을 받아 수출용으로 특별히 만들어진 찻잔으로 추정된다.
법기리 가마터는 한국과 일본의 도자기 교류역사를 연구하는데 매우 중요한 곳이다.

## 참고 자료
- 양산 법기리 요지 - 국가유산청 국가유산포털